# Cangzhou
|  | No s'ha de confondre amb Changzhou o Chaozhou. |

Cangzhou (xinès: 沧州, tsang-joe) és una ciutat a nivell de prefectura a l'est de la província de Hebei, a la República Popular de la Xina. Al cens de 2020, l'àrea urbanitzada (o metropolitana) de Cangzhou formada pels districtes de Yunhe, Xinhua i el comtat de Cang, en gran part conurbat, tenia 1.421.843 habitants, mentre que la prefectura tenia una població de 7.300.783 habitants. Es troba a uns 90 quilòmetres de la ciutat portuària de Tianjin i a 180 km de Pequín.

## Història
Es creu que Cangzhou va ser fundada durant el període de les Dinasties Meridionals i Septentrionals (420−589 dC).

## Economia
El centre urbà de Cangzhou és una ciutat molt industrial, però el territori administratiu de la ciutat també inclou zones fortament agrícoles, i és molt coneguda a la Xina pels seus gínjols i peres (exportades amb el nom de Tianjin Ya Pear). El jaciment petrolier del nord de la Xina es troba a la jurisdicció de la ciutat de Cangzhou. Cangzhou també inclou un gran port pesquer i el port de Huanghua, que exporta carbó. Entre les empreses internacionals destacades ubicades a Cangzhou hi ha Hyundai (Japó) i Hage Fittings und Flanschen GmbH (Alemanya) (Hage Fluid Control Technology (Hebei) Co., Ltd Joint Venture).

## Geografia
Cangzhou es troba a l'est de Hebei, immediatament al sud de Tianjin, prop de la costa del mar de Bohai de l'oceà Pacífic. Les ciutats frontereres a nivell de prefectura són Hengshui al sud-oest, Baoding a l'oest i Langfang al nord.

### Clima
Cangzhou té un clima continental humit/clima semiàrid de quatre estacions, influït pel monsó (Köppen BSk/Dwa), amb hiverns freds i secs i estius calorosos i humits. La temperatura mitjana mensual de 24 hores oscil·la entre -3,2 °C al gener i 27,2 °C al juliol, mentre que la mitjana anual és de 13,25 °C. La majoria de les precipitacions anuals de 541 mm es produeixen només al juliol i a l'agost. Amb un possible percentatge de sol possible mensual que va del 49% al juliol al 65% a l'octubre, la ciutat rep 2.663 hores de sol anualment.

## Transport

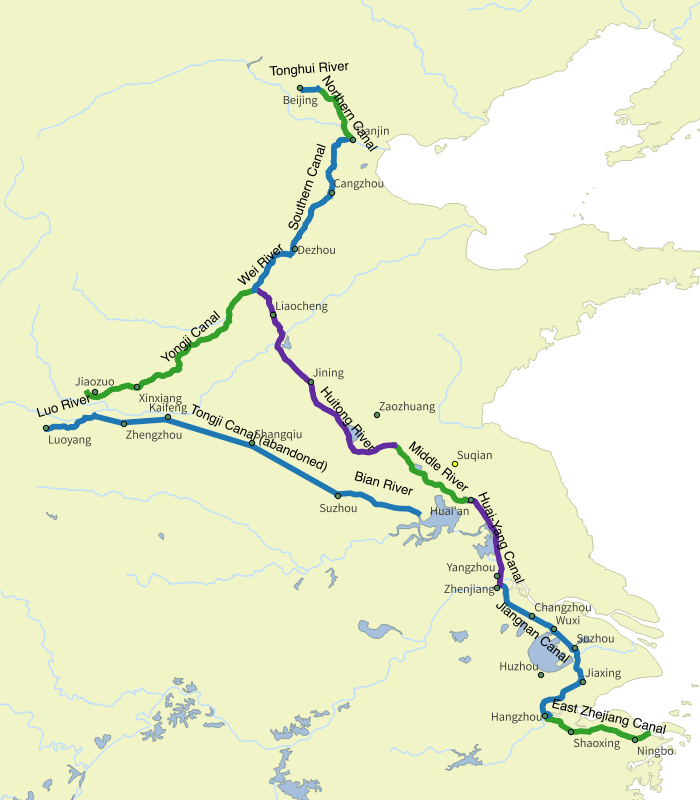
Mapa del Gran Canal i rodalia

Es troba a la línia de ferrocarril Beijing-Xangai.
L'autopista G1811 Huanghua-Shijiazhuang connecta Cangzhou amb Shijiazhuang, la capital de la província, i està enllaçada amb Pequín a través de l'autopista G2 Beijing-Shanghai i de l'autopista G3 Beijing-Taipei i amb Shanghai a través de la G2. El port de Huanghua de Cangzhou és el final d'un principal ferrocarril de transport de carbó xinès, el ferrocarril de Shuohuang. Altres carreteres importants que donen servei a l'àrea urbana de Cangzhou són les carreteres nacionals de la Xina 104 i 307.
Els principals aeroports situats més a prop de Cangzhou inclouen l'Aeroport Internacional de Pequín i l'aeroport de Tianjin.
El Gran Canal passa directament per Cangzhou, i un districte de Cangzhou (districte de Yunhe) porta el seu nom.